# Francisco Antonio de Acuña Cabrera y Bayona
Francisco Antonio de Acuña Cabrera y Bayona (Spagna, 1597 – Lima, 29 dicembre 1662) è stato un militare spagnolo, Governatore reale del Cile tra il 1650 ed il 1656.

## Biografia
Era figlio di Antonio de Cabrera y Acuña y de Agueda de Bayona, cavaliere dell'Ordine di Santiago e militare professionista. Dopo aver servito nelle Fiandre ed in Francia, si recò in Perù con l'incarico di Maestre de Campo di El Callao e di generale. In seguito fu nominato Governatore Reale del Cile.

### Governatore del Cile
Era un uomo ambizioso e mal consigliato da parenti ed amici, ed il suo governo fu caratterizzato da continue difficoltà con i nativi ed i vecinos di Concepción. Durante il Parlamento di Boroa raggiunse un accordo di pace con gli indigeni, rotto tuttavia due anni dopo.
I seguaci del governatore andarono in territorio Mapuche tentando di approfittare della guerra. Il fallimento delle successive spedizioni e la rivolta indigena del 1655 convinsero i vecinos di Concepción a dichiarare la deposizione di Acuña al grido di «Il re vive! Il cattivo governatore muore!». Fu una scelta non condivisa dal cabildo di Santiago, dall'Audiencia e dalla Junta de Guerra, che ridiedero il comando ad Acuña.
Date le circostanze, il viceré del Perù chiese di vederlo; Acuña non accettò l'ordine. Fu nominato un nuovo governatore, Pedro Porter Casanate, il cui primo compito fu obbligare Acuña ad andare a Lima, dove morì poco dopo.